# Irena Baranauskaitė-Vizbarienė
Irena Baranauskaitė-Vizbarienė (Alytus, 25 juni 1977) is een voormalig basketbalspeelster die uitkwam voor het nationale basketbalteam van Litouwen.

## Carrière
Baranauskaitė-Vizbarienė begon haar loopbaan in 1995 bij TEO Vilnius. In 2003 werd ze verhuurd aan Ros Casares in Spanje. Met TEO werd ze tien keer landskampioen van Litouwen in 1995, 1996, 2000, 2001, 2002, 2004, 2005, 2006, 2007 en 2008. In 2008 stapte ze over naar Dinamo Koersk in Rusland. In 2009 verhuisde ze naar Athinikos AS in Griekenland. In 2010 keerde ze terug bij Dinamo Koersk. In 2011 stopte ze met basketbal.
Baranauskaitė-Vizbarienė speelde met Litouwen op het Europees kampioenschap in 1997, 2001 en 2005. In 1997 won ze goud. Ook speelde ze op het wereldkampioenschap in 2002.

## Erelijst
- Landskampioen Litouwen: 10
  - Winnaar: 1995, 1996, 2000, 2001, 2002, 2004, 2005, 2006, 2007, 2008
- Baltic liga: 9
  - Winnaar: 1995, 2000, 2001, 2002, 2004, 2005, 2006, 2007, 2008
- Europees kampioenschap: 1
  - Goud: 1997